# Залесе (гміна Блендув)
Залесе (пол. Zalesie) — село в Польщі, у гміні Блендув Груєцького повіту Мазовецького воєводства.
Населення — 113 осіб (2011).
У 1975-1998 роках село належало до Радомського воєводства.

## Демографія
Демографічна структура станом на 31 березня 2011 року:
|          | Загалом | Допрацездатний вік | Працездатний вік | Постпрацездатний вік |
| -------- | ------- | ------------------ | ---------------- | -------------------- |
| Чоловіки | 50      | 10                 | 31               | 9                    |
| Жінки    | 63      | 15                 | 35               | 13                   |
| Разом    | 113     | 25                 | 66               | 22                   |